# Sára Bejlek
Sára Bejlek (Hrušovany nad Jevišovkou, 31 januari 2006) is een tennisspeelster uit Tsjechië. Bejlek speelt linkshandig. Zij is actief in het internationale tennis sinds 2020.

## Loopbaan

### Junioren
Bejlek won een junior-grandslamtitel: op het meisjesdubbelspel van Roland Garros 2022, samen met landgenote Lucie Havlíčková.

### Enkelspel
Bejlek debuteerde in 2020 op het WTA-toernooi van Praag (Tsjechië) – zij was toen veertien jaar. Pas in 2021 startte zij op het ITF-circuit van de volwassenen. Binnen twee maanden bereikte zij voor het eerst een finale, op het ITF-toernooi van Olomouc (Tsjechië) – hier veroverde zij haar eerste titel, door de Argentijnse Paula Ormaechea met 6–0 en 6–0 te verslaan. Tot op heden(augustus 2025) won zij zeven ITF-titels, de meest recente in 2024 in Šibenik (Kroatië).
In 2022 nam Bejlek deel aan het kwalificatietoernooi voor het US Open – door achtereenvolgens Kristina Mladenovic, Priscilla Hon en Heather Watson te verslaan, kwalificeerde zij zich voor deelname aan het hoofdtoernooi, waar zij de jongste deelneemster was.
Bejlek stond in 2023 voor het eerst in een WTA-finale, op het WTA 125-toernooi van Colina – hier veroverde zij haar eerste titel, door Française Diane Parry te verslaan. Door dit resultaat kwam zij binnen op de top 150 van de wereldranglijst.
In 2025 won Bejlek haar tweede titel, op het WTA 125-toernooi van Makarska.
Haar hoogste notering op de WTA-ranglijst is de 109e plaats, die zij bereikte in augustus 2025.

### Dubbelspel
Bejlek is in het dubbelspel minder actief dan in het enkelspel. Zij debuteerde in 2021 op het ITF-toernooi van Antalya (Turkije), samen met de Turkse Doğa Türkmen – hier veroverde zij meteen de titel.

## Posities op deWTA-ranglijst
Positie per einde seizoen:
| jaar | rang enkelspel | rang dubbelspel |
| ---- | -------------- | --------------- |
| 2021 | 380            | 831             |
| 2022 | 189            | 893             |
| 2023 | 190            | 742             |
| 2024 | 142            | –               |

## Palmares
| Legenda                 |
| ----------------------- |
| Grandslamtoernooi       |
| Olympische Spelen       |
| Year-End Championships  |
| Premier Mandatory       |
| Premier Five / WTA 1000 |
| Premier / WTA 500       |
| International / WTA 250 |
| Challenger / WTA 125    |

### WTA-finaleplaatsen enkelspel
| nr.              | finale     | toernooi     | ondergrond | tegenstandster              | score    |         |
| ---------------- | ---------- | ------------ | ---------- | --------------------------- | -------- | ------- |
| gewonnen finales |            |              |            |                             |          |         |
| 1.               | 2023-11-19 | WTA Colina   | gravel     | Diane Parry                 | 6-2, 6-1 | details |
| 2.               | 2025-06-08 | WTA Makarska | gravel     | Victoria Jiménez Kasintseva | 6-0, 6-1 | details |
| verloren finales |            |              |            |                             |          |         |
| geen             |            |              |            |                             |          |         |

### Gewonnen ITF-toernooien enkelspel
| nr. | finale     | toernooi                 | dotatie  | ondergrond | tegenstandster in finale | score    |
| --- | ---------- | ------------------------ | -------- | ---------- | ------------------------ | -------- |
| 1.  | 2021-07-25 | Olomouc                  | $ 60.000 | gravel     | Paula Ormaechea          | 6-0, 6-0 |
| 2.  | 2022-05-08 | Santa Margherita di Pula | $ 25.000 | gravel     | Weronika Falkowska       | 7-6, 6-1 |
| 3.  | 2022-06-19 | Česká Lípa               | $ 60.000 | gravel     | Jesika Malečková         | 6-4, 6-4 |
| 4.  | 2022-07-24 | Olomouc                  | $ 60.000 | gravel     | Lina Gjorcheska          | 6-2, 7-6 |
| 5.  | 2023-07-23 | Pärnu                    | $ 25.000 | gravel     | Lucija Ćirić Bagarić     | 7-5, 6-4 |
| 6.  | 2023-10-15 | Santa Margherita di Pula | $ 25.000 | gravel     | Caijsa Hennemann         | 6-4, 7-6 |
| 7.  | 2024-10-06 | Šibenik                  | $ 60.000 | gravel     | Darja Semeņistaja        | 6-2, 6-0 |

### Gewonnen ITF-toernooien dubbelspel
| nr. | finale     | toernooi | dotatie  | ondergrond | partner      | tegenstandsters in finale         | score            |
| --- | ---------- | -------- | -------- | ---------- | ------------ | --------------------------------- | ---------------- |
| 1.  | 2021-06-06 | Antalya  | $ 15.000 | gravel     | Doğa Türkmen | Federica Bilardo Ljoebov Kostenko | 4-6, 6-1, [10-7] |

## Resultaten grandslamtoernooien
| Legenda | Legenda                          |
| ------- | -------------------------------- |
| g.t.    | geen toernooi gehouden           |
| l.c.    | lagere categorie                 |
| –       | niet deelgenomen                 |
| G       | uitgeschakeld in de groepsfase   |
| 1R      | uitgeschakeld in de eerste ronde |
| 2R      | uitgeschakeld in de tweede ronde |
| 3R      | uitgeschakeld in de derde ronde  |
| 4R      | uitgeschakeld in de vierde ronde |
| KF      | uitgeschakeld in de kwartfinale  |
| HF      | uitgeschakeld in de halve finale |
| F       | de finale verloren               |
| W       | het toernooi gewonnen            |
| w-v     | winst/verlies-balans             |

### Enkelspel
| toernooi        | 2022 | 2023 | 2024 | 2025 |
| --------------- | ---- | ---- | ---- | ---- |
| Australian Open | –    | 1R   | 1R   | 1R   |
| Roland Garros   | –    | 1R   | –    | 2R   |
| Wimbledon       | –    | –    | –    | –    |
| US Open         | 1R   | –    | –    |      |